# Апин, Иван Андреевич
Иван Андреевич Апин (латыш. Apiņš Jānis, 1877, Вец-Бреже, Лиезерская волость, Венденский уезд, Лифляндская губерния, Российская империя — 20 марта 1938, Бутово, Московская область, РСФСР, СССР) — латышский революционер, советский государственный деятель, директор Московского латышского клуба им. Стучки, председатель ЦИК Автономной Туркестанской СФР.

## Биография
Родился в семье крестьян-батраков. Образование низшее. Член ВКП(б) с 1917 г.
Проживал по адресу: Москва, Настасьинский пер., д. 3, кв. 2..
Арестован 30 ноября 1937 г.
Приговорён к ВМН Комиссией НКВД СССР и прокурора СССР 24 января 1938 г. по обвинению в «руководстве контрреволюционной террористической фашистской организацией».
Расстрелян 20 марта 1938 г.
Реабилитирован 3 сентября 1955 г.